# Venus de Dolní Věstonice

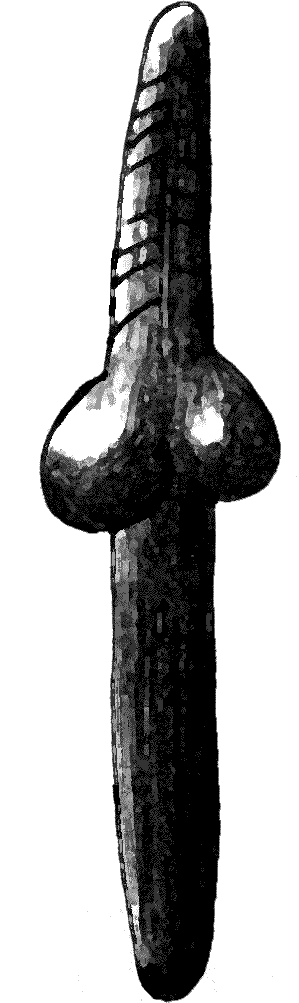
Una altra Venus, estilitzada

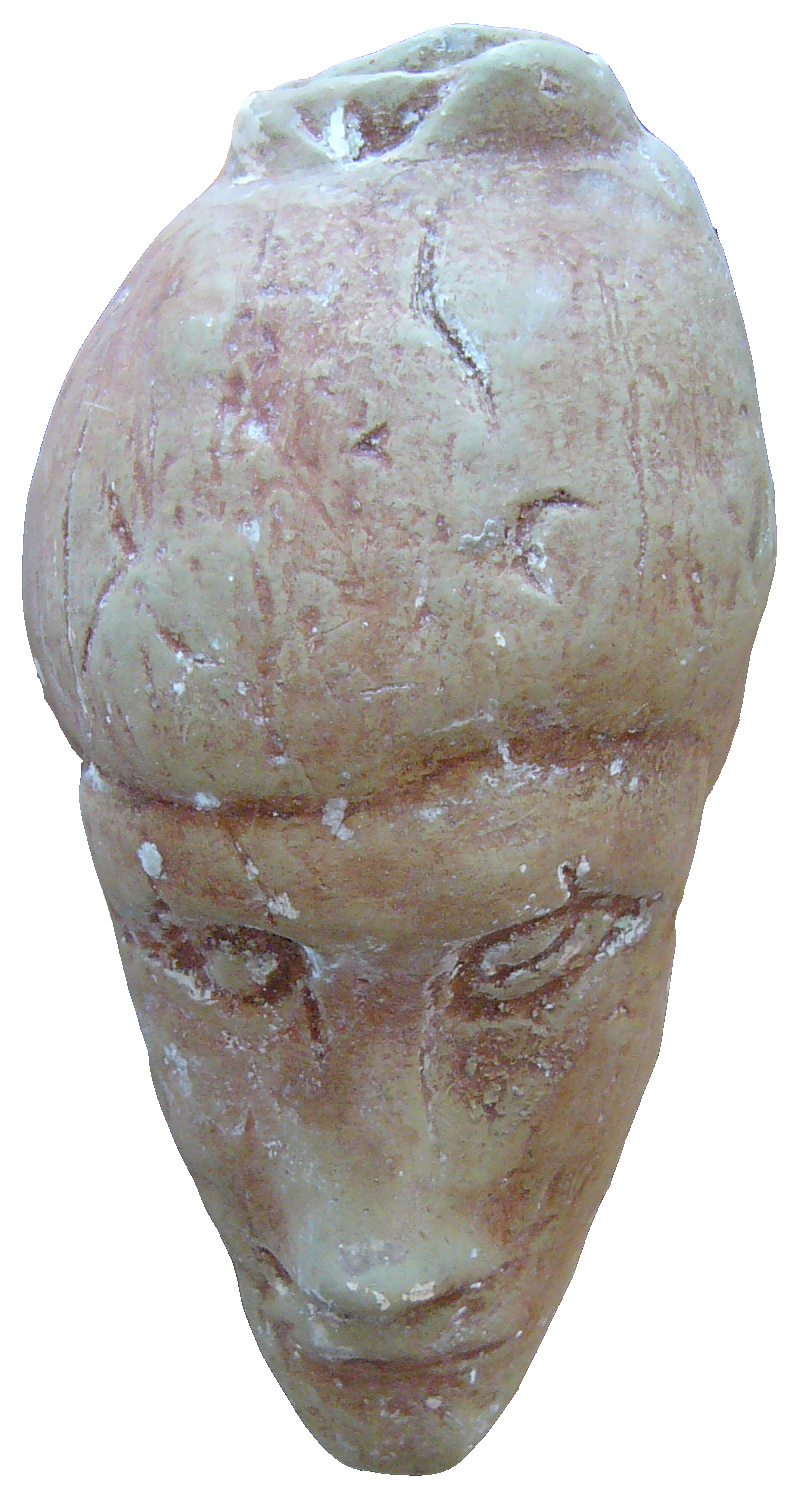
Cap femeni.

La Venus de Dolní Věstonice (en txec: Věstonická Venuše) és una estatueta de terracota d'una figura femenina, datada entre el 29 000 i 25000 aC (manufactures gravetiàs), que va ser trobada al jaciment arqueològic de Dolní Věstonice paleolític situat al llogaret homònim (al sud de Brno, a la República Txeca).
Aquesta coneguda Venus va aparèixer en les primeres campanyes. Mesura 111 mil·límetres d'alçada (encara que falta part de les extremitats inferiors), i 43 mm d'amplada. Aquesta estatueta podria ser una de les proves més antigues de ceràmica. Té el cap sense cap detall, excepte dues incisions que podrien representar els ulls. Els braços tot just estan esbossats, en canvi els grans pits, el melic i la línia inguinal han estat assenyalats amb tot detall. Encara que ha perdut els peus, sembla que va tenir un extrem inferior punxegut.
Els últims estudis han arribat a localitzar una empremta digital (marcada a l'argila abans de la cocció) que, pel que sembla, va pertànyer a un nen d'entre set i quinze anys (que no creu que hi hagi estat l'autor).
Les excavacions, a més, podrien haver tret a la llum el taller d'un artista paleolític, ja que aquesta figura és una més entre centenars que van aparèixer en el segon habitatge (ossos, mamuts, cavalls, guineus, rinoceronts, fins i tot un mussol, a més d'altres figures femenines, algunes molt estilitzades) juntament amb més de 2000 boles d'argila sense modelar:
| «                                                                                  | En Dolní Věstonice s'ha aconseguit descobrir l'habitatge d'un artista. Aquesta quedava aïllada del campament principal, i es caracteritzava per presentar una forma constructiva diferent. En les cendres de la llar central-en part volta a manera de forn-es van trobar més de 2200 petites obres plàstiques i fragments d'obres de fang cuit. Al seu torn l'existència de fragments de flautes indica que també la pròpia cabana era el lloc de celebració de cerimònies màgiques i on el creador dels objectes d'art, un savi mag o sacerdot xaman, tenia el seu estatge | » |
| — Bohuslav Klíma (1963): Dolní Věstonice, Czechoslovak Academy of Sciences (Praga) | |   |

## Conservació
La Venus de Dolní Věstonice es conserva al Museu de Brno
A causa de la seva delicadesa, no està exposada al públic (que ha de conformar-se amb una rèplica).
Al mateix lloc de Dolní Věstonice han aparegut sorprenents escultures d'ivori, entre elles diversos rostres tan realistes que semblen retrats. i un ninot masculí articulat.

## Galeria

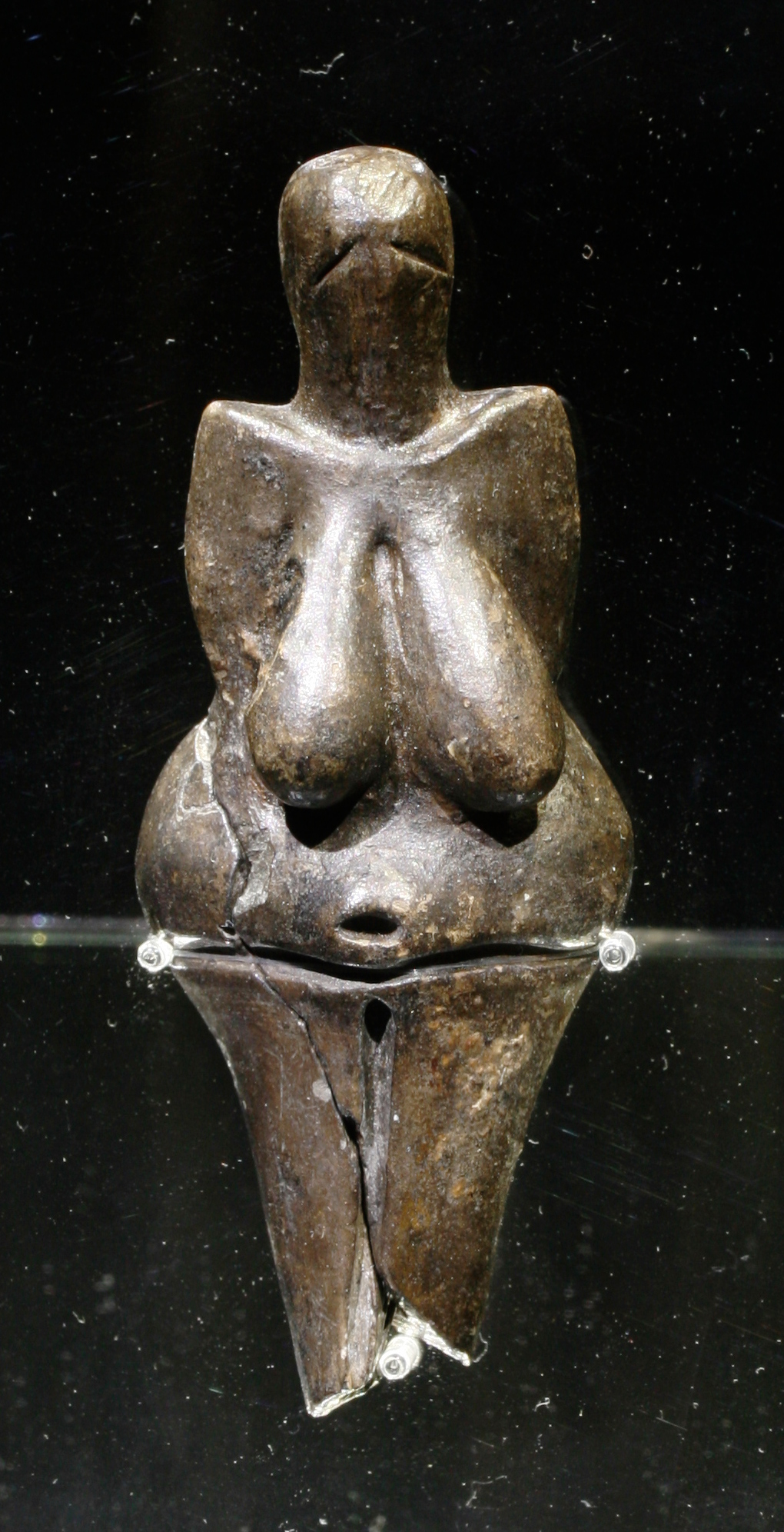
Venus de Dolní Věstonice
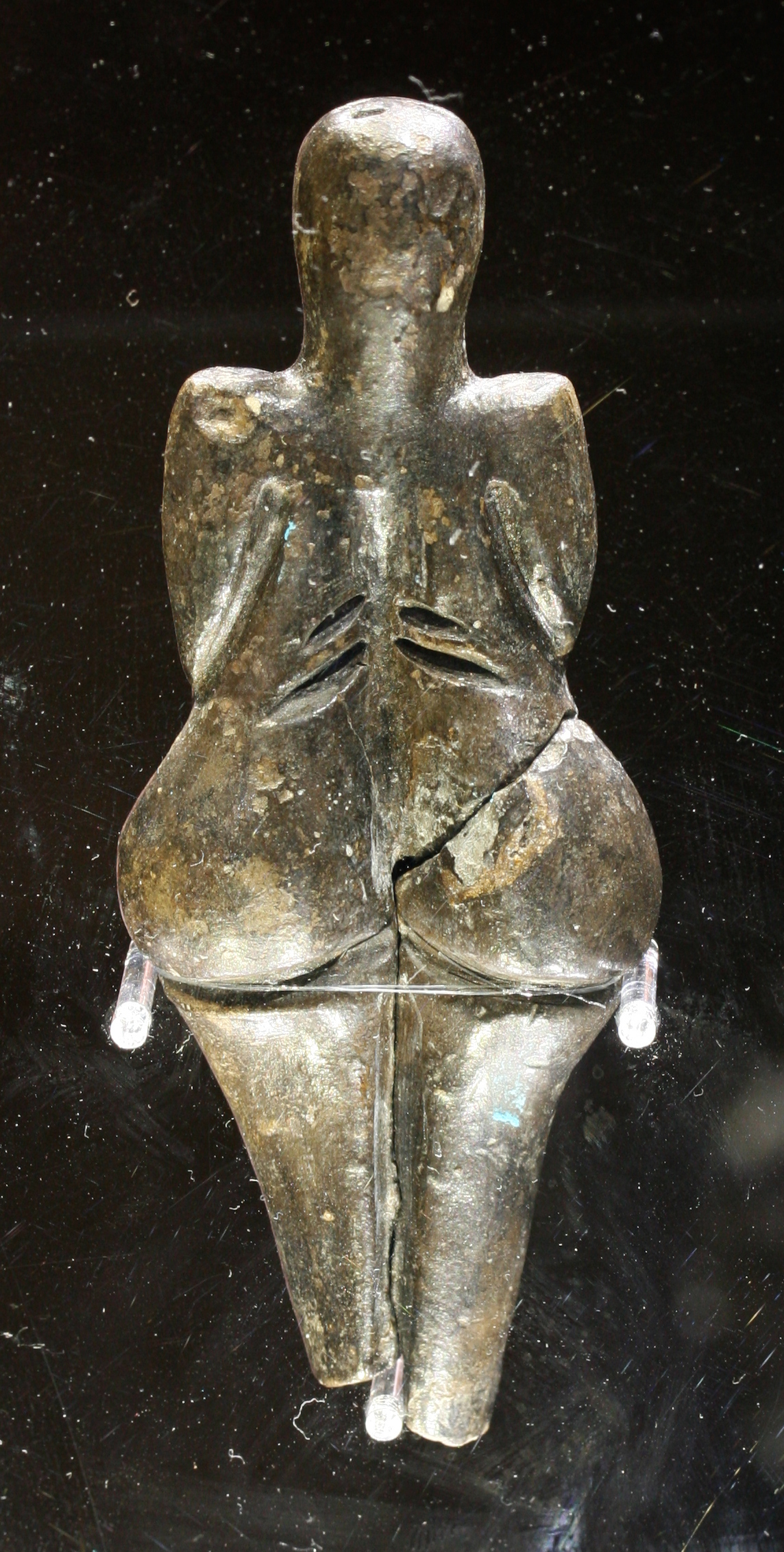
Venus de Dolní Věstonice (part posterior)
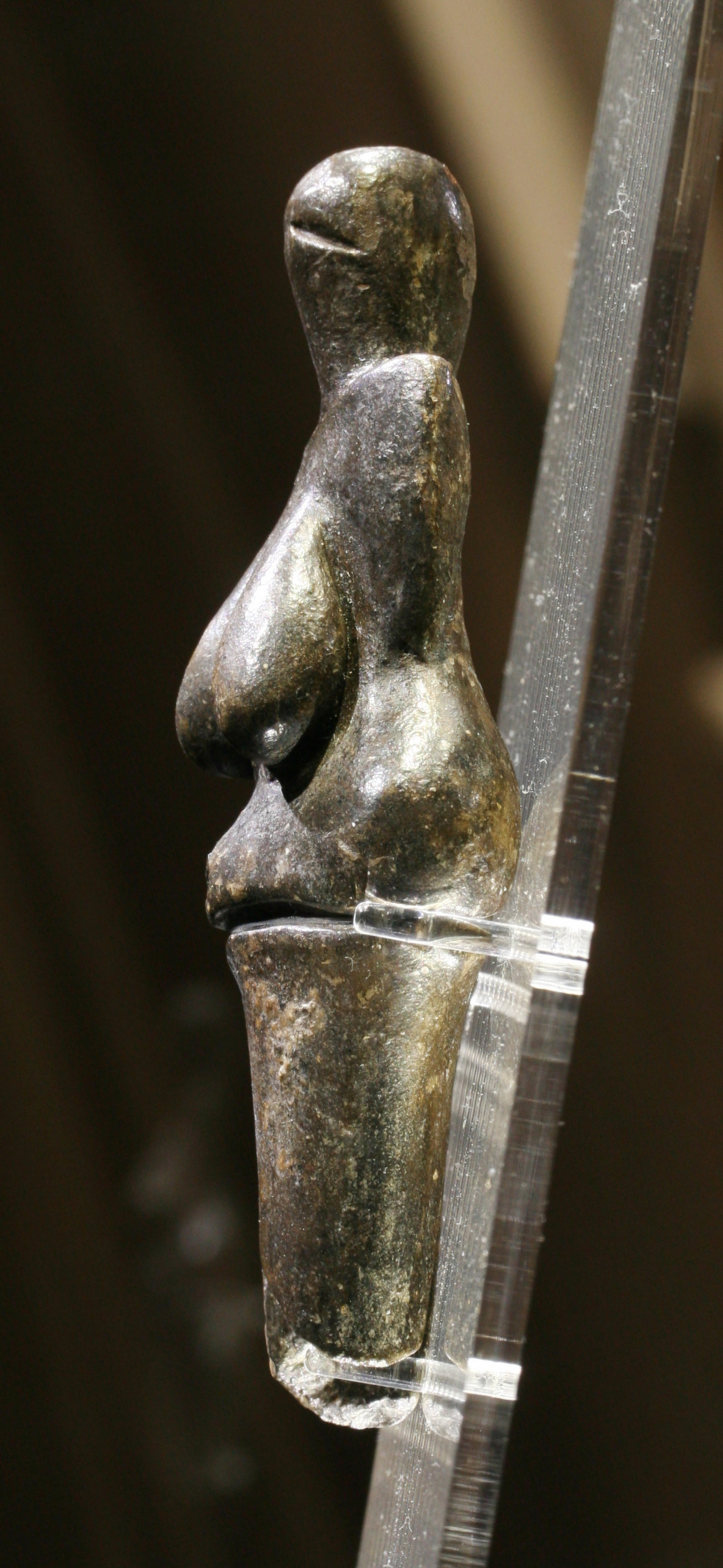
Venus de Dolní Věstonice (part esquerra)
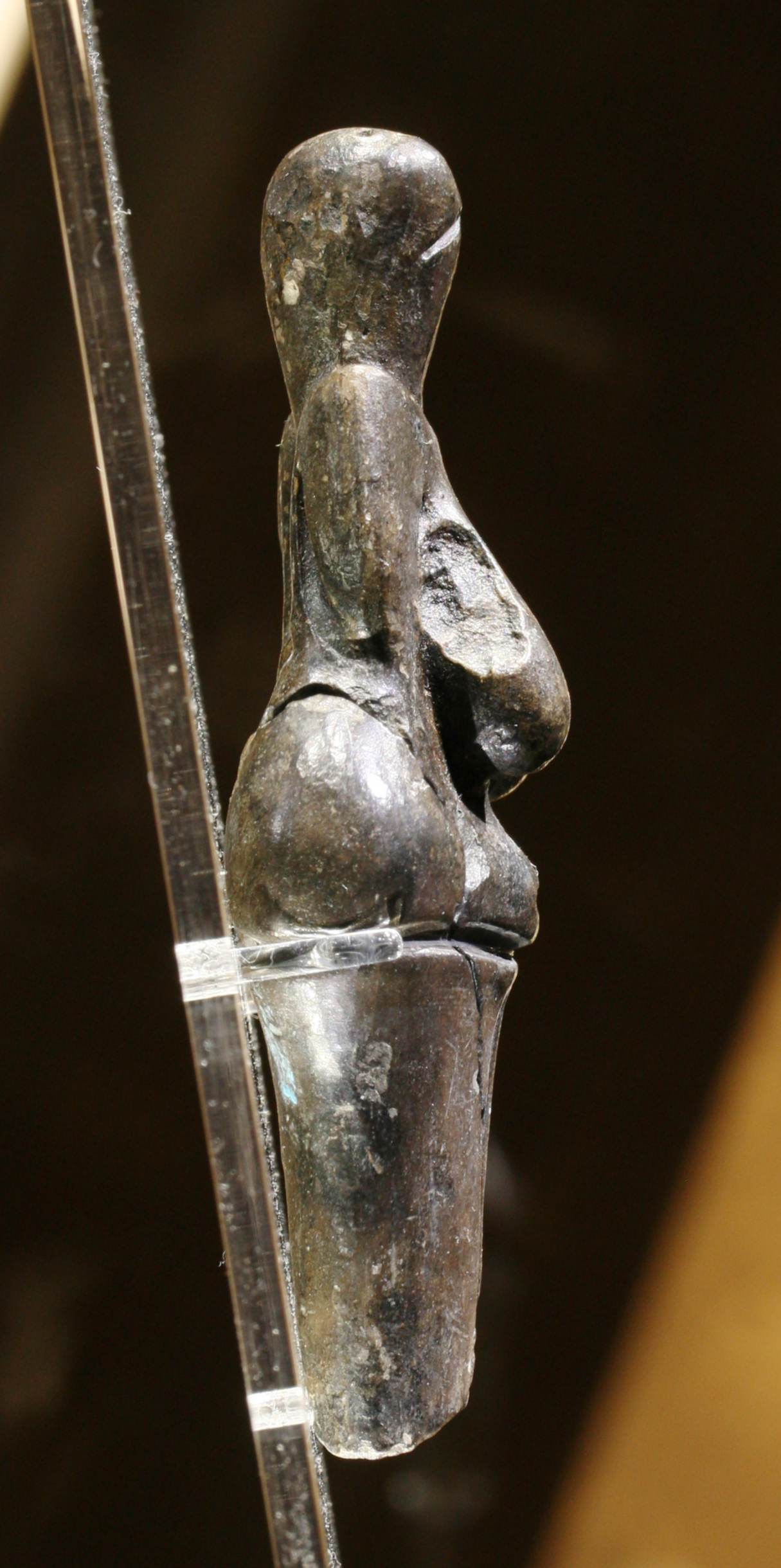
Venus de Dolní Věstonice (part dreta)